# Hadjina taurus
Hadjina taurus là một loài bướm đêm trong họ Noctuidae.